# Lorens Fišbern
Lorens Džon Fišbern III (engl. Laurence John Fishburne III; (rođen 30. jula 1961), poznat i kao Lari Fišbern (eng. Larry Fishburne), je američki glumac, dramaturg, režiser i filmski producent.

## Spoljašnje veze
- Laurence Fishburne на веб-сајту  (језик: енглески)